# 곽자의

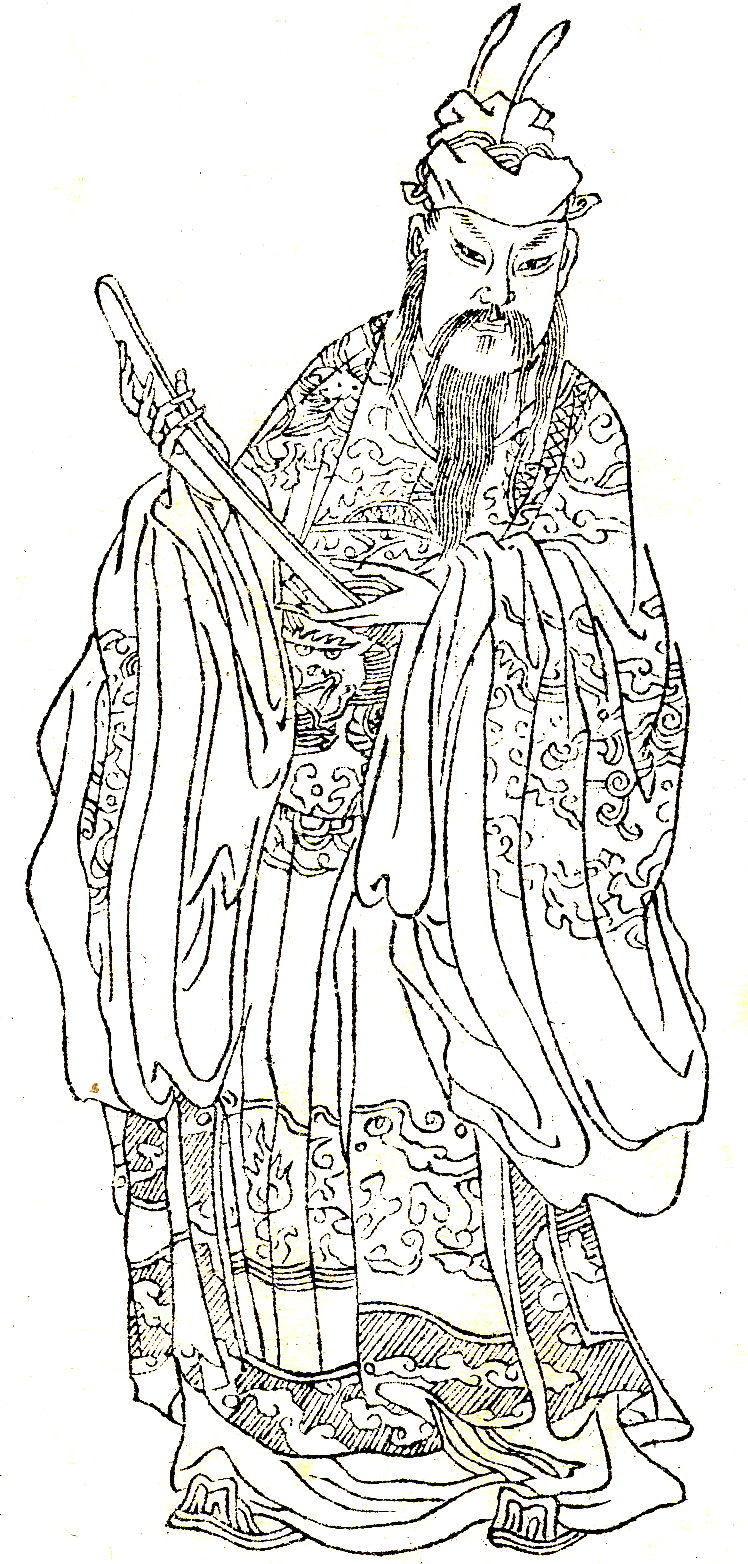
분양왕 곽자의

곽자의(郭子儀, 697년~781년)는 중국 당나라 중기의 명장으로, 작위는 분양왕(汾陽王), 시호는 충무(忠武)이다. 현종(玄宗)부터 숙종(肅宗), 대종(代宗), 덕종(德宗)에 이르는 4대를 섬겼으며, 안사의 난에서 큰 공을 세우고 이후로도 잇따른 토번, 위구르의 침입을 막아냈다.
성당(盛唐) ~ 중당(中唐) 시기를 대표하는 명장으로 그의 손녀는 훗날 헌종(憲宗)의 황후가 되기도 했다.

## 생애

### 출자
화주(華州) 정현(鄭縣) 사람이다. 자(字)와 휘(諱)가 같으며, 시호는 충무(忠武), 오대 십국 시기 후진(後晉)의 유구(劉昫)가 편찬한 《구당서(舊唐書)》에 따르면 그의 아버지 경지(敬之)는 당에서 상주(上州)로 분류되었던 수주(綏州) ・ 위주(渭州) ・ 계주(桂州) ・ 수주(壽州) ・ 사주(泗州)의 자사(刺史)를 역임했다고 하며, 이것은 그의 신분이 결코 낮지 않았음을 보여준다. 북송(北宋)의 구양수(毆陽脩)가 찬한 《신당서(新唐書)》 백관지(百官志)4하(下)에 따르면 당에서 「상주」로 분류되는 주의 자사는 「종3품」에 상당했으며, 위주 ・ 수주 등에는 중도독부(中都督府)가 설치되었는데 중도독의 관품도 「정3품」에 해당하는 것이었다. 당의 부병제(府兵制)가 무너지기 이전까지, 도독(都督) ・ 자사의 관직은 지방직(외관外官)으로서는 고관에 속했다고 말할 수 있다.

### 무장원(武壯元)
현존하는 기록에는 곽자의의 출생은 물론 유년기부터 청장년기에 이르는 동안의 내력이 전혀 남아있지 않다. 지방 장관의 자식이기는 했으나 일찍 아버지를 여의었거나, 「음관(蔭官)」 등의 제도에 따라 정계(政界)에 입문했다는 흔적도 없으며, 무거(武擧)에서 우수를 인정받아 관직을 받았다거나 그 뒤 거듭 선우부도호(單于副都護), 진원군사(振遠軍使)가 되었다는 것도 대체로 중년의 나이에 접어든 이후의 일로 추측될 뿐이다.
당 왕조뿐 아니라 중국 역사상의 위인으로서 후세 여러 화제를 불러모은 유명인이지만, 전형적인 대기만성형 인물이기도 했다. 사료에 따르면 현종 천보(天寶) 8년(749년), 목자산(木剌山)에 횡새군(橫塞軍)과 안북도호부(安北都護府)가 설치될 무렵에, 곽자의는 횡새군사(橫塞軍使)로 임명되는데, 이것이 연호를 확인할 수 있는 가장 이른 시기의 경력으로 이때 곽자의의 나이는 이미 53세였다. 이길보(李吉甫)가 지은 《원화군현도지(元和郡縣圖志)》권제4 천덕군조에 보면, 「천보 8년에 장제구(張齊丘), 또 서가돈성(西可敦城)에 횡새군을 두고, 또 수항성(受降城)에서 횡새군을 옮겨 다스렸다」고 되어 있으며, 오정섭(吳廷燮)이 지은 《당방진연표(唐方鎭年表)》권1에 따르면, 이듬해인 천보 9년(750년)까지 현지 절도사를 맡았던 장제구(張齊丘)의 휘하에 있었다. 그 뒤 신임 절도사로 부임한 안사순(安思順), 이림보(李林甫) 등을 섬겼다.

### 절도사 승진
천보 13년(754년), 앞서 설치된 횡새군이 위치한 땅이 농사짓기에는 적합하지 않은 척박한 땅으로 인구도 적었기에, 새로이 영청책(永淸柵) 북쪽에 성을 쌓고 횡새군과 안북도호부(安北都護府)를 그곳으로 옮겼다. 이후 횡새군은 「천덕군(天德軍)」으로 개칭되었다. 그 공으로 곽자의는 거듭 천덕군사(天德軍使)가 되고 구원태수(九原太守)까지 겸하게 되어, 삭방절도우병마사(朔方節度右兵馬使)로 임명되었다(《신당서》).
이 때의 상사이자 절도사인 안사순은 안록산(安祿山)의 사촌동생이었는데(《당방진연표》 및 요여능姚汝能이 찬한 《안록산사적安祿山事適》상권) 이듬해인 천보 14재(755년) 11월에 안록산이 난을 일으켰을 때(안록산의 난) 이전부터 안록산이 반역할 마음이 있음을 황제에게 진언해왔다 하여 죽음만을 겨우 면한 채 중앙으로 소환되었다. 안사순의 후임으로 우병마사가 된 자의는 삭방절도사(朔方節度使)로 승격되고, 나아가 위위경(衛尉卿)에 임명되었으며, 영무군태수(靈武郡太守)를 겸무하여 삭방군의 병마를 거느리고 안록산을 토벌할 것을 명하는 조칙이 내려졌다. 위기상황이라는 특수한 사정을 고려하더라도 그것은 파격적인 출세였다.

### 안 · 사의 난
반란 평정을 맡아, 곽자의는 삭방군의 이광필(李光弼)과 연계하여 병사를 나누어 하북(河北)으로 진격, 상산(常山)에서 군사를 합쳐 사사명(史思明)의 군을 패배시키고 하북을 수복했다. 이때 곽자의는 황제에게 북쪽으로 범양(范陽)을 차지하고 곧장 반군의 소굴로 진격할 것을 건의했지만, 현종은 받아들이지 않았다. 그 뒤 천보 15재(756년) 위구르군과 함께 하곡(河曲)을 평정하였으며, 이듬해 봄에는 하동(河東)과 풍상(馮翊)을 차례대로 수복하고 동관(潼關)으로 진격, 적군의 최건우(崔乾祐)와 싸워 1만이 넘는 당군 사상자를 낸 끝에 그를 패배시켰고, 최건우는 물러나 포진(蒲津)을 지켰다. 얼마 뒤 안록산이 아들 경서(慶緒)에게 살해되고, 현종은 태자에게 양위하였다. 새로 황제가 된 숙종은 곽자의를 병부상서(兵部尙書) 동중서문하평장사(同中書門下平章事)로 삼았다.
지덕(至德) 2재757년), 곽자의는 칙을 받들어 봉상(鳳翔)으로 나아갔고, 도중에 백거(白渠) 유운교(留運橋)에서 이귀인(李歸仁)의 철기(鐵騎) 5천 인을 쳐서 패배시켰지만, 5월에는 안수충(安守忠), 이귀인과 청거(淸渠, 지금의 시안 서쪽)에서 치른 싸움에서 불리하여 물러나 무공(武功)을 지켰다. 9월 원수(元帥) 광평왕(廣平王) 숙(俶)을 따라 당과 위구르의 연합군 15만 인을 거느리고 다시 향적사(香積寺, 지금의 장안현 서남쪽) 북쪽에서 전투를 벌였고, 위구르 병사들이 적의 후방을 맡아 전후로 공격하여 적군 6만을 죽였다. 적장 장통유(張通儒)는 섬군(陜郡)으로 달아나고, 마침내 당군은 수도 장안을 수복하였다.
그 뒤 당군은 승세를 몰아 동쪽으로 진격하여, 신점(新店)에서 적장 엄장(嚴莊)과 장통유 등이 이끌던 15만 인을 패배시키고, 안경서를 뒤쫓아 황하(黃河)를 건넜다가 물러나 상주(相州)로 돌아왔다. 동도(東郡) 낙양(洛陽)으로 돌아온 곽자의는 전공으로 사도(司徒)가 되고 대국공(代國公)에 봉해졌다. 사사명은 범양으로 군사를 거느리고 안경서를 구원하러 왔고, 양군은 안양하(安陽河) 북쪽에서 진을 치고 접전했다. 이때 당군을 지휘한 것은 환관 어조은(魚朝恩)이었지만, 군사적 재능이 없었던 그는 60만에 달하는 당군만 잃고 물러나야 했다(업성鄴城 전투). 어조은은 패전 책임을 모두 곽자의에게 돌린 바람에 곽자의는 장안으로 불려가 병권을 박탈당하고 한직에 머물러야 했다.

### 이민족과의 전쟁
보응(寶應) 원년(762년), 태원(太原)과 강주(絳州)에서 군란이 일어나자 당황한 조정은 자의를 분양왕(汾陽王)에 봉하여 강주를 지키도록 했지만, 환관 정원진(程元振)의 모함으로 다시 병권을 회수당했다. 광덕(廣德) 원년(763년), 안사의 난이라는 혼란을 틈타 토번(吐蕃)은 당을 침공했고, 10월에 토번은 장안에서 멀지 않은 봉천현(奉天縣)까지 공격해 들어왔다. 장안이 직접적인 공격 위협에 노출되면서 수도 사람들은 공포에 떨었고, 조정은 다시 곽자의를 관내부원수(關內副元帥)로 기용해 티베트를 막게 했다. 이때 토번은 이미 위수(渭水)를 건넌 상태로, 대종은 장안을 버린 채 동쪽으로 섬주(陝州)로 달아났다. 곽자의는 상주(商州)에 이르러 앞서 흩어져 달아났던 병사 수천 인을 다시 모으고, 낮에는 북을 울리고 깃발을 많이 세워서, 밤에는 여기저기 봉화를 올림으로서 토번에 대한 교란작전을 펼쳤다. 토번은 이에 물러났다. 장안이 수복되고 12월에, 장안으로 돌아온 대종을 곽자의가 영접했을 때, 대종은 "경(卿)을 일찍 기용하지 못해 이 지경에 이르렀다"며 노고를 치하했다.
광덕 2년(764년), 삭방절도사로 있던 복고회은이 위구르와 토번의 군사 10만을 끌어들여 관중으로 쳐들어왔다. 곽자의는 태원으로 진공하여 이를 격퇴하였다. 이때 곽자의는 건릉에 굴을 파서 복병을 숨겼고, 위구르와 토번은 당군의 방비를 보고 더 나아가지 않은 채 돌아왔다고 한다. 이듬해인 영태(永泰) 원년(765년)에는 토번과 위구르는 다시 병사를 합쳐 당을 침공했다. 곽자의는 경양(涇陽)에서 덕종으로부터 위구르의 공격을 받지만, 그때 이미 곽자의의 이름은 위구르인들에게도 널리 알려져 있었기에 친히 수십 기를 거느리고 전선으로 가서 위구르의 대수(大帥) 약갈라(藥葛羅)를 설득해 동맹을 맺고, 거꾸로 토번을 격퇴하기에 이른다.
대력(大曆) 원년(766년), 하중(河中)에 주둔하면서 군량을 충분히 확보하게 했다. 대력 8년(737년)에 토번이 10만의 군사를 내어 경(涇), 빈(邠) 지역으로 쳐들어오자, 곽자의는 철륵족 출신의 병마사(兵馬使) 혼감(渾瑊)을 시켜 병사를 의록(宜祿) 방면으로 보냈지만, 결과적으로 당병이 불리했다. 마침내 여러 장수들을 모아 패전의 원인을 검토하고서, 곽자의는 다시 작전을 바꾸어 병사를 세 길로 나누어 진군시켜 백성(百城), 반원(潘原) 등의 땅을 차례대로 함락시켰고, 마침내 토번은 패하여 물러났다.

### 만년
대력 14년(780년) 대종이 죽고 덕종이 즉위하자, 상부(尙父)라는 칭호를 받고, 태위(太尉) ・ 중서령(中書令)에 승진하였다.
건중(建中) 2년(781년) 6월에 곽자의는 사망하였다. 향년 85세였다(《구당서》 열전). 덕종은 그의 죽음을 슬퍼하여 5일 동안 조회를 폐했고, 건릉(建陵)에 배장(陪葬)하게 했으며, 1품 관리의 봉분 높이는 8장(丈)을 넘지 못하도록 했던 규정을 깨고 이례적으로 10척을 높이도록 했다. 건릉 서남쪽의 파양촌(坡陽村), 즉 지금의 산시성(陝西省) 셴양시(咸陽市) 리취안 현(禮泉縣)에 마련된 그의 무덤 앞에는 훗날 청 시대에 비석이 세워졌지만, 지금의 봉분은 평평하게 변해 있다.
곽자의는 역대 중국의 과거에서 장원으로 발탁된 인물 가운데서는 유일하게 무과 장원 출신으로서 재상에까지 이른 자였고, 4대에 걸쳐 조정을 섬기며 두 번 재상으로 발탁되었다. 또한 무과 장원 출신으로서 그 공이 가장 두드러진 자로 평가받고 있다.
저서로 《중서령고(中書令考)》(전 24편)를 지었다.

## 인물
- 《구당서》에는 그의 키가 6척 남짓이었다고 적고 있으며, 《신당서》에는 키가 7척 2촌이었다고 되어 있다. 이를 1척=약 31.1cm인 당척(唐尺), 1척=약 30.72cm인 송척(宋尺)으로 환산하면 대체로 190cm 정도에 해당하는, 당시로서는 상당히 체격이 좋은 편이었다고 할 수 있다.
- 시인 이백(李白)이 안사의 난에서 숙종의 동생인 영왕(永王) 린(璘)을 따랐다가 영왕이 반역죄로 처벌되자 그의 신하로서 구금되고 죄를 받게 되었을 때, 곽자의가 나서서 이백의 무죄를 호소하여 사형죄에서 유배죄로 처벌이 경감되었다. 이에 대해서는 곽자의가 청년 시절, 이백 덕분에 목숨을 건진 일이 있었기 때문이라고 한다.
- 함께 안사의 난을 평정하는 데 공을 세운 명장 이광필(李光弼)과 함께 「이곽(李郭)」이라는 존칭으로 불렸다. 곽자의의 후임이 되기까지 했던 이광필은 원래 곽자의의 속관으로, 자기 능력에 대한 강한 자신감을 갖고 있어 상관인 곽자의에게조차 직언을 꺼리지 않았다. 하지만 곽자의는 이광필이 주장한 계책을 채용하지 않아, 처음에 이광필은 곽자의를 무능한 상관이라고 생각했다고 한다. 그러나 사실 곽자의는 이광필의 재능을 높이 평가했고 그가 내놓은 계책의 타당성도 이해하고 있었지만, 쉽게 그것을 수용한다면 자존심 강한 이광필이 자만에 빠져 짐짓 자기 수양을 게을리 할 것이라 여기고 함부로 그의 계책을 쓰지 않았다는 것이다. 안록산의 난이 일어나자 곽자의는 곧장 이광필을 군의 장수로 발탁하도록 황제에게 진언했고, 이때서야 이광필은 자신의 어리석음을 깨닫고 곽자의에게 용서를 빌었으며 함께 난을 진압하는데 힘을 쏟았다고 한다.
- 관후한 인품으로 모든 사람들의 경애를 받았고 출정하고 귀환할 때마다 황제가 직접 맞이하는 등 특별한 대우를 받았음을 사료에서 확인할 수 있다. 《구당서》에는 「권세가 천하를 기울일 만 하였음에도 조정은 그를 꺼리지 않았고, 공적은 한 시대를 덮었음에도 주군은 의심하지 않았으며, 그의 사치함이 사람의 욕망을 다하였음에도 군자들은 이를 죄라 하지 않았다.」라는 최고의 찬사를 붙였다. 곽 영공(令公)이라 불리며 한족뿐 아니라 적대했던 이민족인 위구르인들까지도 경외심을 가지고 그를 대했다고 한다.
- 곽자의의 아버지 무덤이 파헤쳐지는 사건이 벌어지자, 당시 사람들은 모두 곽자의에 대해 불만이 가장 많았던 환관 어조은의 짓이라고 의심했다. 조정에 들어온 곽자의는 눈물을 흘리면서 "제가 군대를 이끌어 통솔한 지가 이미 오래인데 사병(士兵)의 군령을 엄하게 하지 못하여 그들이 무덤을 파헤치는 것도 막지 못했습니다. 오늘의 일은 모두 하늘이 제게 내린 벌일 뿐, 사람이 한 짓이 아닙니다." 라고 대답했다고 한다.
- 「지나통사(支那通史)」에는, 「자의는 공훈과 덕망이 모두 높아 사도(司徒) ・ 중서령에 분양왕이 되었으며, 관내 ・ 하동의 부원수로서 하중 또는 빈주를 진수했다. 대종이 예로서 중시했고, 참소하는 말이 있어도 듣지 않았다. 조정에 나아가지 않았으나 이(夷, 이민족)와 하(夏, 중원 왕조) 모두 그 위명(威名)에 복종하였다. 당실(唐室)은 그 몸 덕분에 안위를 얻은 것이 거의 30년이었다. 덕종이 그를 높여 상부라 하였다. 건중 2년에 졸(卒)하였다. 여덟 아들과 일곱 사위가 모두 현달하였으며 장좌(將佐)의 명신(名臣)이 된 자들이 심히 많았다.」고 평하고 있다.
- 자의의 여섯째 아들 곽애(郭曖)는 대종의 딸 승평공주(昇平公主)를 아내로 맞아 부마가 되었는데, 대력(大曆) 2년(767년), 곽자의의 생일에 집안 사람들이 모두 나와서 생일을 축하하는 자리에 승평공주만이 나오지 않은 것에 화가 난 곽애는 승평공주와 말다툼을 벌이다, 그만 "당신 아버지가 천자라고 우쭐대지 마시오. 내 아버님은 언제든지 천자가 되실 수 있는 분이지만, 천자 따위는 거저 줘도 안 하시는 분이오!"라고 말해버렸다. 공주는 그날로 황궁으로 돌아가 이 이야기를 대종에게 일러바쳤지만, 황제는 거꾸로 승평공주를 달래어 돌려보냈다. 나중에 이 일을 알게 된 곽자의는 아들을 잡아 묶어서 입궐하여 대종에게 죄를 빌었지만, 대종은 곽자의에게 "보고도 못 본 척 들어도 못 들은 척 하지 않으면 좋은 시아버지가 되지 못할 것이다(不癡不聾, 不作家翁)"라는 속담을 인용하며 부부싸움은 내버려두는 편이 낫다고, 오히려 곽자의를 위로하였다. 집으로 돌아온 곽자의는 자신의 손으로 아들을 매질했다(《자치통감》권224). 이 고사가 바로 오늘날 경극(京劇)의 한 대목인 《취타금기(醉打金枝)》의 원형이 되었다. 대종이 이렇게까지 한 데에는 당의 재건은 곽자의 덕분이라는 의식이 있었기 때문이었다.

## 가계
기록에는 곽자의의 아들로 자희(子晞), 요(曜), 봉(鋒), 애(曖) 등의 이름이 기록되어 있다. 대종의 부마가 된 곽애의 딸은 종실인 광릉왕(廣陵王) 순(純)에게 시집가서 훗날 목종(穆宗)을 낳았으며, 의안황후(懿安皇后, ? - 848년)에 봉해졌다.
동생
* 곽유명(郭幼明)
아내
* 왕씨(王氏) - 704년 또는 705년생. 천보 연간에 처음 낭야현군(琅琊縣君)에 봉해졌으며 그 뒤 태원군군(太原郡君), 곽국부인(霍國夫人)에 봉해짐. 곽자의와의 사이에서 6남 2녀를 두었다. 777년 사망.
아들
* 곽요(郭曜) - 장남. 어머니는 왕씨.
* 곽간(郭旰) - 차남. 어머니는 미상.
* 곽희(郭晞) - 3남. 어머니는 왕씨. 조국공(趙國公)에 봉해짐.
* 곽출(郭昢) - 4남. 어머니는 미상.
* 곽오(郭晤) - 5남. 어머니는 왕씨.
* 곽애(郭曖) - 6남. 어머니는 왕씨. 대종의 딸 승평공주를 아내로 맞아 대종의 부마가 되었다.
* 곽서(郭曙) - 7남. 어머니는 왕씨. 기국공(祁國公)에 봉해짐.
* 곽영(郭映) - 8남. 어머니는 왕씨.
딸
* 장녀 - 성도현령(成都顯令) 노양금(盧讓金)에게 시집감.
* 차녀 - 악주관찰사(鄂州觀察使) 오중유(吳仲孺)에게 시집감.
* 3녀 - 위위경 장준(張浚)에게 시집감.
* 4녀 - 전중소감(殿中少監) 이동청(李洞淸)에게 시집감.
* 5녀 - 사문낭중(司門郎中) 정혼(鄭渾)에게 시집감.
* 6녀 - 분주별가(汾州別駕) 장옹(張邕)에게 시집감.
* 7녀 - 화주자사(和州刺史) 조종(趙縱)에게 시집감.
* 8녀 - 태상시승(太常寺丞) 왕재(王宰)에게 시집감.
손자녀
* 곽봉(郭鋒) - 곽요의 아들.
* 곽강(郭鋼) - 곽희의 장남. 조국공(趙國公)에 봉해짐. 증(贈) 병부상서.
* 곽균(郭鈞) - 곽희의 차남.
* 곽번(郭鐇) - 곽오의 아들.
* 손녀 곽씨 - 곽애와 승평공주의 장녀. 헌종의 귀비(貴妃)로서 목종을 낳았고 의안황후로 봉해짐.
* 손녀 곽씨 - 승평공주(升平公主) 소생의 차녀.
* 곽주(郭鑄) - 곽애의 아들로 승평공주(昇平公主)의 서자.
* 곽쇠(郭釗) - 곽애와 승평공주의 아들. 아내 심씨(沈氏)의 어머니 즉 장모가 대종의 딸 장림공주(長林公主)이고 아내 심씨(沈氏)의 아버지 즉 장인이 대종의 부마 심명(沈明)이다.
* 곽종(郭鏦) - 곽애와 승평공주의 아들로 순종(順宗)의 딸 한양공주(漢陽公主) 창(暢)에게 장가들었다. 증 상서좌복야(尙書左僕射).
* 곽섬(郭銛) - 곽애와 승평공주의 아들로 순종의 딸 서하공주(西河公主)에게 장가들었다. 후사가 없어 서하공주의 전 남편 심휘(沈翚)의 아들을 양자로 들여 후사를 이었다.

### 후손
당 말기는 물론 당이 멸망한 뒤에도 후대까지 곽자의의 후손을 칭하는 사람이 많았다. 당말 오대 초의 인물이었던 곽숭도(郭崇韜, ?~926년)는 대주(代州) 안문(雁門) 사람으로 이극용(李克用) · 존욱(存勗) 부자를 섬겨 관직이 중문사(中門使)에 이르렀는데, 이존욱이 후당(後唐)을 세우고 황제가 된 뒤에도 병부상서(兵部尙書) ・ 추밀사(樞密使)에 중용되었으며 후량(後梁)을 멸망시키는 데에도 공이 1등으로 시중(侍中) ・ 성덕군절도사(成德軍節度使)가 되어 지위가 가장 높았지만, 이후 환관의 무고로 처형되었다. 후당의 재상이 된 두로혁(豆盧革)이 곽숭도의 성이 곽씨라는 것 하나만으로 곽자의의 후손이라고 부추겨, 곽숭도 자신도 그 말을 곧이 믿고 곽자의의 무덤에 찾아가 곡까지 했지만, 당시 사람들은 오히려 그것을 비웃었다고 한다.
오대 시대 민간종교를 창시한 광택존왕(廣澤尊王)은 본명을 곽홍복(郭洪福) 또는 곽건(郭乾)이라 하였으며, 마찬가지로 곽자의의 후손을 자칭했다. 금(金)의 지배하에 있었던 한족 출신으로 「극서신인(極西神人)」이라 불리며 칭기즈 칸을 섬겨 몽골 제국의 장군으로 채용된 곽보옥(郭寶玉)과 그 손자 곽간(郭侃, ? ~ 1277년)도 곽자의의 후손으로 알려졌다.
한국의 경우 청주 곽씨(상당 곽씨)는 곽자의의 5대 손이라는 곽상(郭祥)이라는 인물을 집안의 시조로 모시고 있다.

## 전설

### 곽자의의 출세와 관련한 설화
《태평광기(太平廣記)》권제19에는 『신선감우전(神仙感遇傳)』을 인용해 다음과 같은 설화를 전하고 있다.
대종 대력 초에, 곽자의가 하중(河中)의 군진에 있었을 때 중병을 얻었는데, 삼군(三軍)은 자신들도 군진에서 죽는 것이 아니냐며 두려워했다. 그러나 이를 들은 곽자의는 의사와 막료(幕僚)였던 왕연창(王延昌), 조혜백(趙恵伯), 엄정(厳郢) 등을 불러, "이까짓 병은 아무 것도 아니네. 나는 결코 이런 곳에서 죽지 않을 걸세."라고 이런 이야기를 들려주었다. 과거 무관으로서 삭방의 척박한 땅에서 종군하던 청년 시절, 식사를 마치고 은주(銀州)로 향하던 길에 수십 리를 남겨두고 날이 저물었는데, 바람에 모래 먼지가 일어 가지고 있던 짐도 어디다 두었는지 알 수 없게 되었다. 그때 저만치서 화려하게 치장한 수레 한 대가 천천히 하늘에서 땅으로 내려왔고, 수레 안에는 한 미녀가 타고 있었다. 곽자의는 미녀를 향해 절을 올리고 "오늘이 7월 7일이니 분명 하늘의 직녀(織女)께서 지상에 내려오신 게구료. 만약 그렇다면 부디 내가 장수와 부귀를 누리도록 해주옵소서." 라고 말했고, 여자는 웃으며 "아주 큰 복을 누리며 아주 크게 출세할 것이고, 오래 사실 겁니다"라고 대답했다. 그러고는 다시 천천히 하늘로 떠올라 그 모습이 보이지 않게 될 때까지 여자는 곽자의를 바라보고 있었다. 이후 곽자의는 큰 공을 세우고 출세하여 그 이름을 떨치게 되었다는 것이다. 이야기를 들은 군사들은 모두 축하하고 기뻐했다. 그 뒤 곽자의는 신하로서 오를 수 있는 가장 높은 지위에까지 올랐고, 태위 ・ 상서령에 상부의 지위까지 누리고 아흔까지 살다 숨을 거두었다고 한다.

### 곽자의의 부귀와 장수
곽자의의 「부귀」와 「장수」에 대해 《신당서》 열전에서는 「(곽자의의 저택은) 친인리(親仁里, 장안의 방리 가운데 하나)의 1/4을 차지하고 부지 안에도 긴 골목이 지나갔으며, 항시 3천여 명의 가인(家人)이 드나들었음에도 너무도 넓었기에 자의가 어느 건물에 있는지 모르는 사람이 많았다. 하사받은 전답과 아름다운 기물, 이름난 정원과 저택의 수는 셀 수도 없었다. 대종이 그의 이름(휘)를 입에 담지 않고 늘 「대신(大臣)」으로 불렀으며, 몸으로 천하의 안위를 다하기를 20년이었고 그 사이에 《중서령고(中書令考)》 24편을 지었다. 여덟 명의 자식과 일곱 명의 사위가 모두 조정에서 귀하고 현달하였는데, 내손(內孫, 친손자)과 외손 합쳐 수십 인에 이르러, 모두의 얼굴과 이름조차 다 기억하지 못해 문안드리러 왔을 때조차 그저 『오냐오냐』하고 끄덕일 뿐이었다.」고 적었다.

### 곽분양행락도
관료로서 성공적인 삶을 살았고, 장수를 누렸을 뿐 아니라 자손들 또한 번창하여 세속에서의 복을 마음껏 누린 인물로서 곽자의는 후대에 부귀공명의 상징이 되었다. 조선 시대에는 이러한 곽자의의 삶을 병풍으로 형상화한 《곽분양행락도(郭汾陽行樂圖)》라는 병풍이 크게 유행했는데, 곽자의와 같은 부귀와 장수를 염원하는 길상의 의미가 담긴 공예품으로서 현재 한국에 20점 정도의 《곽분양행락도》가 남아 전하고 있다.

## 같이 보기
- 안사의 난